# 情報安全管理士・通信傍受対策技士
情報安全管理士・通信傍受対策技士（じょうほうあんぜんかんりし・つうしんぼうじゅたいさくぎし）とは特定非営利活動法人日本情報安全管理協会が、実施している情報安全管理士資格認定制度において、資格認定試験に合格した通信傍受対策分野の専門対策技術者である。

## 資格の概要
法的拘束力はないが、日本における通信傍受対策分野の専門資格のひとつであり、通信傍受対策技士二種、一種、特殊、総合監理と4段階の資格に分かれ、現在二種、一種のみ資格認定が行われている。二種は実務経験がなくても十分合格できるレベルであるが、一種受験には二種の資格が必要である。実施・管理している日本情報安全管理協会では、本資格についての目的として、業界全体のスキルアップを図ることと、技術者の顧客に信頼される通信傍受対策（盗聴探査）技術、知識を向上させることを掲げている。

## 試験の概要
情報安全管理士・通信傍受対策技士資格認定試験は、年に数回実施されている。いずれの試験に関しても、筆記・技能・面接の3区分にて行われている。